# Келетань
Келетань, Келетані (рум. Călătani) — село у повіті Біхор в Румунії. Входить до складу комуни Тілягд.
Село розташоване на відстані 419 км на північний захід від Бухареста, 20 км на схід від Ораді, 110 км на захід від Клуж-Напоки.

## Населення
За даними перепису населення 2002 року у селі проживали 226 осіб, усі — румуни. Усі жителі села рідною мовою назвали румунську.